# Nannobrachium
El género Nannobrachium son peces marinos de la familia de los mictófidos, distribuidos ampliamente por todos los océanos del planeta.
La longitud máxima descrita oscila entre los 8 cm de N. cuprarium y los casi 24 cm de N. lineatum.
Son especies batipelágicas de aguas profundas, de comportamiento oceanódromo, realizan migraciones verticales diarias subiendo durante la noche.

## Especies
Existen diecisiete especies válidas en este género:
- Nannobrachium achirus (Andriashev, 1962) - Pez linterna.
- Nannobrachium atrum (Tåning, 1928) - Mictófido.
- Nannobrachium bristori Zahuranec, 2000
- Nannobrachium crypticum Zahuranec, 2000
- Nannobrachium cuprarium (Tåning, 1928)
- Nannobrachium fernae (Wisner, 1971)
- Nannobrachium gibbsi Zahuranec, 2000
- Nannobrachium hawaiiensis Zahuranec, 2000
- Nannobrachium idostigma (Parr, 1931)
- Nannobrachium indicum Zahuranec, 2000
- Nannobrachium isaacsi (Wisner, 1974)
- Nannobrachium lineatum (Tåning, 1928) - Mictófido.
- Nannobrachium nigrum Günther, 1887
- Nannobrachium phyllisae Zahuranec, 2000
- Nannobrachium regale (Gilbert, 1892) - Linternilla puntita.
- Nannobrachium ritteri (Gilbert, 1915) - Linternilla aletón.
- Nannobrachium wisneri Zahuranec, 2000